# Makadam (förlag)
Makadam förlag har sitt säte i Göteborg och filial i Stockholm. Förlaget grundades 2003 av Karina Klok och Tove Marling Kallrén. Utgivningen består av akademisk och allmän facklitteratur inom humaniora och samhällsvetenskap.
Förlaget och dess författare har ingått i flera samarbeten med Riksbankens jubileumsfond. Flera utgivningar har skett inom ramen för det tvärvetenskapliga forskningsprojektet Samhällets långsiktiga kunskapsförsörjning som också har ekonomiskt stöd av Formas, Forte och Vetenskapsrådet.

## Utmärkelser
- 2017 – Rausingpriset[4]